# Vincent-Alfred Moulac
Pour les articles homonymes, voir Moulac.
Vincent-Alfred Moulac (Lorient, 13 mai 1814 - Paris, 27 août 1876) est un vice-amiral français.

## Biographie
Fils de Vincent Moulac et petit-fils de François-Thomas Le Même, il entre au Collège de marine d'Angoulême en octobre 1828 et en sort aspirant de 2e classe en octobre 1829. Il sert alors sur le Griffon (1830) dans une campagne dans le Pacifique puis, aspirant de 1re classe (juillet 1831), passe sur la Favorite (décembre) toujours dans le Pacifique et sur l'Oise (mai 1832) à la station des côtes d'Algérie puis, sur le Cuirassier et le Melpomène, à celle de Lisbonne (1833).
Enseigne de vaisseau (janvier 1834), il prend part en 1835 à une campagne dans les mers du Sud sur la Flore, la Sirène et l'Actéon et, de mars 1836 à la fin de 1838, séjourne dans l'océan Indien sur l'Allier puis sur la Prévoyante où il sert en tant que second et enfin sur l'Adour.
En juin 1839, il embarque sur la Belle Poule au Levant et est nommé lieutenant de vaisseau en août. Il passe ensuite sur le Neptune (en) en Méditerranée et sur les côtes occidentales d'Afrique.
Sous-aide major à Brest (1842), il est de retour sur la Belle Poule avec le prince de Joinville dans une campagne au Brésil puis commande le Moustique et la station de Granville (1843-1845). Second du Cuvier à la station du Levant (1846), il se montre très dévoué lors de l'incendie qui détruit le bâtiment le 25 janvier 1848, incendie provoqué par une tempête.
Capitaine de frégate (juillet 1848), second du Jupiter (en) en escadre d'évolutions, il commande en août 1852 le Daim et la station de Granville et obtient deux témoignages de satisfaction pour services rendus aux pêcheurs. En 1854, il commande l'aviso Souffleur en escadre de la Baltique et participe au bombardement de Bomarsund.
Capitaine de vaisseau (décembre 1854), second du Duquesne à Brest, il devient en septembre 1855 chef du Bureau des mouvements de la flotte. En février 1858, il est nommé au commandement de l'Ulm en escadre d'évolutions puis commande le Redoutable (en) (août 1858) et participe aux opérations en Adriatique lors de la campagne d'Italie.
Examinateur à Brest pour les candidats au long cours (1860), commandant du Bisson et de la division du littoral nord (novembre 1861) avec pour charge de protéger les pêches de la Manche et de la mer du Nord, il devient en avril 1863, directeur du personnel au ministère.
Contre-amiral (janvier 1864), membre de la Commission des phares (mai 1866), commandant de la division du Levant avec pavillon sur la Thémis (décembre 1867), il reçoit en janvier 1870 un témoignage de satisfaction pour l'efficacité de sa protection des intérêts français au Levant.
En juillet 1870, il est envoyé à Dunkerque pour y commander la marine et commande en décembre la 3e division d'infanterie à l'armée du Nord. Il se fait alors remarquer le 28 décembre durant la bataille de Pont-Noyelles.
Major général à Rochefort (février 1871), préfet maritime de Rochefort (octobre 1871), il est nommé en octobre 1874 au Conseil des travaux puis devient en septembre 1875, membre du Conseil d'amirauté.
Vice-amiral (mai 1876), il meurt à Paris le 27 août 1876.
Hydrographe remarquable, Moulac est l'auteur d'un portulan des côtes de la Manche, du canal de Bristol et de la côte d'Irlande, qui a été publié en 1855. Par ailleurs, il a inspiré le décret du 14 juillet 1865 qui institue les écoles de pilotage pour former les pilotes brevetés.

## Récompenses et distinctions
- Grand officier de la Légion d'honneur (6 juin 1871).